# 王启繁
王启繁（1962年7月—），山东诸城人，汉族，中国共产党党员。中国人民解放军少将，中华人民共和国政治人物、第十三届全国人民代表大会解放军和武警部队代表。

## 生平
长期在二炮部队服役，曾任第二炮兵工程部部长等职，之后转任第二炮兵某基地司令员。2016年5月，任中国人民解放军火箭军后勤保障部部长。
2018年，王启繁被选为解放军和武警部队出席第十三届全国人民代表大会代表。